# Friedrich Weissensteiner
Friedrich Weissensteiner, né le 25 novembre 1927 à Bad Großpertholz en Basse-Autriche et mort le 21 janvier 2023 à Vienne (Autriche), est un historien autrichien.

## Biographie
Friedrich Weisseinsteiner étudie après le baccalauréat l'histoire et la littérature anglaise. Il devient ensuite docteur en philologie et devient professeur d'histoire de 1950 à 1987. Il est directeur du lycée moderne (Oberrealgymnasium) N°XIX à Vienne de 1974 à sa retraite.
Il publie et fait éditer de nombreux ouvrages qui rendent accessibles à un public non spécialiste des sujets historiques qui sont traduits entre autres en français, japonais et russe. Il traite surtout de la monarchie autrichienne, en particulier de biographies de personnages de la Maison impériale. Son ouvrage Die rote Erzherzogin (L'Archiduchesse rouge), qui traite de la vie de l'archiduchesse Élisabeth-Marie d'Autriche (1883-1963), a été traduit en français en 2010. D'autres biographies ont remporté l'adhésion d'un large public de lecteurs, comme la vie de l'archiduc renégat Jean-Salvator d'Autriche (Ein Aussteiger aus dem Kaiserhaus), ou celle de l'archiduc François-Ferdinand (Der verhinderte Hersscher). Il explore aussi d'autres thèmes comme Die Töchter Maria Theresias (Les Filles de Marie-Thérèse) Habsburgerinnen auf fremden Thronen (Les Archiduchesses sur des trônes étrangers), ou Die österreichischen Kaiserinnen (Les Impératrices autrichiennes). Il a aussi écrit des ouvrages sur les femmes de génie et les enfants issus de génies.

## Décoration
- Commandeur d'argent de l'ordre du Mérite autrichien (2008)

## Œuvre
- Die österreichischen Bundespräsidenten, Vienne, 1982 (à propos des présidents de la république autrichienne)
- Franz Ferdinand. Der verhinderte Hersscher. Zum 70. Jahrestag von Sarajewo, Vienne, 1983 (biographie de François-Ferdinand)
- Ein Aussteiger aus dem Kaiserhaus, Johann Orth. Das eskapadenreiche Leben..., Vienne, 1985 (biographie de Jean-Salvator d'Autriche)
- Reformer, Republikaner und Rebellen. Das andere Haus Habsburg-Lothringen, Vienne, 1987
- Schicksalstage Österreichs. Wendepunkte, Krise, Entwicklungen, Vienne, 1989
- Der ungeliebte Staat. Österreich zwischen 1918 und 1938, Vienne, 1990 (à propos de l'Autriche entre 1918 et 1938).
- Die Töchter Maria Theresias, Bergisch Gladbach, 1996 (à propos des filles de l'impératrice Marie-Thérèse)
- Habsburgerinnen auf fremden Thronen, Vienne, 2001
- Die Frauen der Genies, Vienne, 2001
- Die österreichischen Kaiserinnen 1804 1918, Munich, 2001
- Die rote Erzherzogin. Das ungewöhnliche Leben der Elisabeth Marie..., Munich, 2006, traduit en français : L'archiduchesse rouge. La vie tumultueuse d'Élisabeth-Marie..., Payot, Paris, 2010
- Kinder der Genies. August von Goethe, Siegfried Wagner, Anna Freud, Erika und Klaus Mann, Anna Mahler, Munich, 2007
- Die großen Herrscher des Hauses Habsburg. 700 Jahre europäische Geschichte, Munich, 2007
- Frauen auf Habsburgs Thron

Friedrich Weissensteiner a aussi édité les lettres de l'empereur François-Joseph à son épouse Élisabeth à propos de leur fils l'archiduc Rodolphe : Lieber Rudolf. Briefe von Kaiser Franz Joseph und Elisabeth an ihren Sohn (Vienne, 1991). 